# الجامع الأحمدي (تونس)
الجامع الأحمدي هو جامع من جوامع مدينة تونس، يقع بالرّبض الشمالي للمدينة، قرب منطقة باب الخضراء.

## الموقع
يقع الجامع بزنقة الكوشة بباب الخضراء.

## التّسمية
يستمدّ الجامع تسميته من اسم مؤسّسه أحمد باي، وهو من البايات الحسينيين بتونس، حكم من 11 فيفري 1929 إلى 19 جوان 1942.

## التّاريخ
تمّ بناؤه سنة 1352 هجري الموافق ل1933 ميلادي.

## معرض الصّور

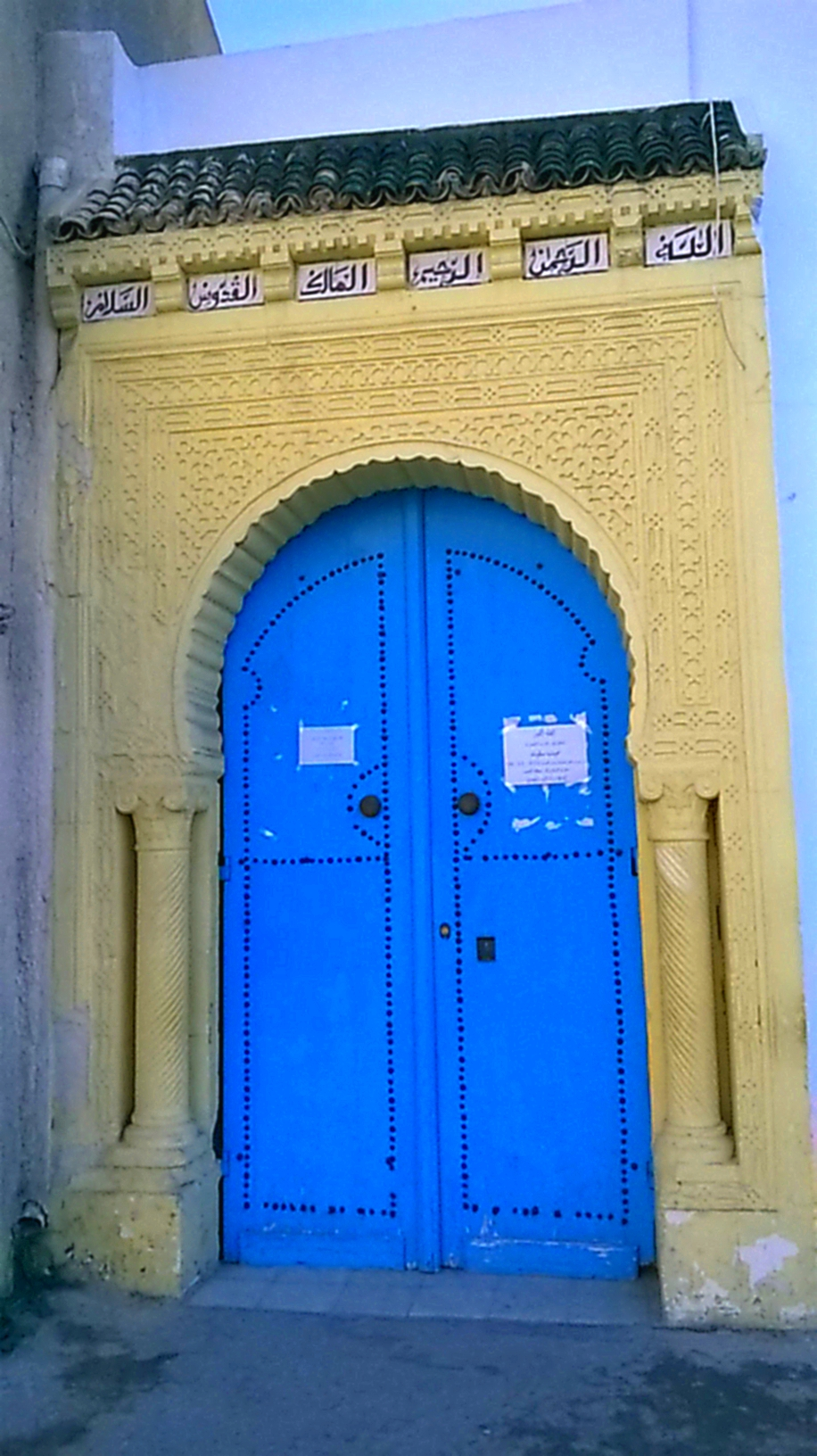
المدخل الرّئيسي للجّامع
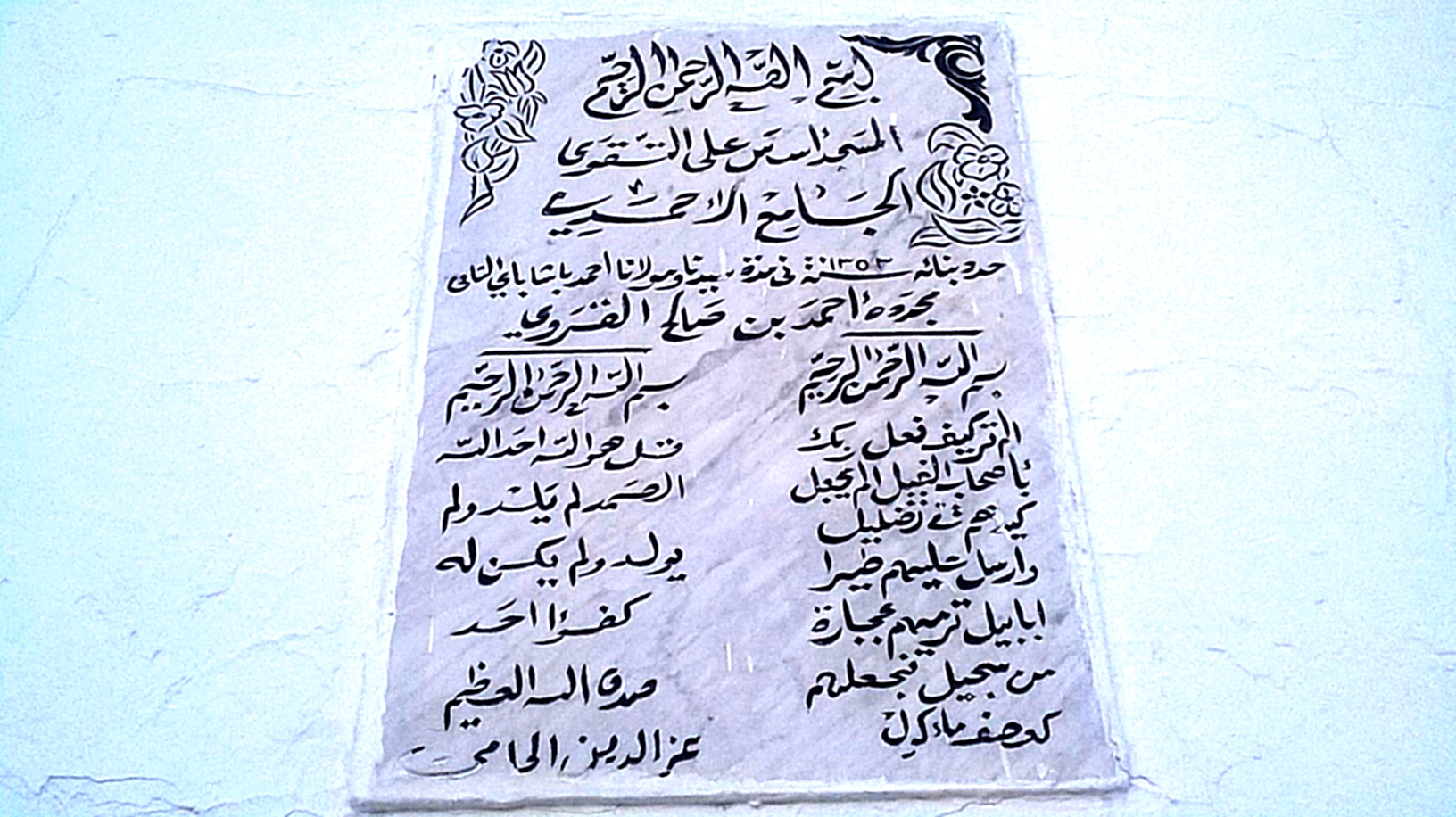
لوحة
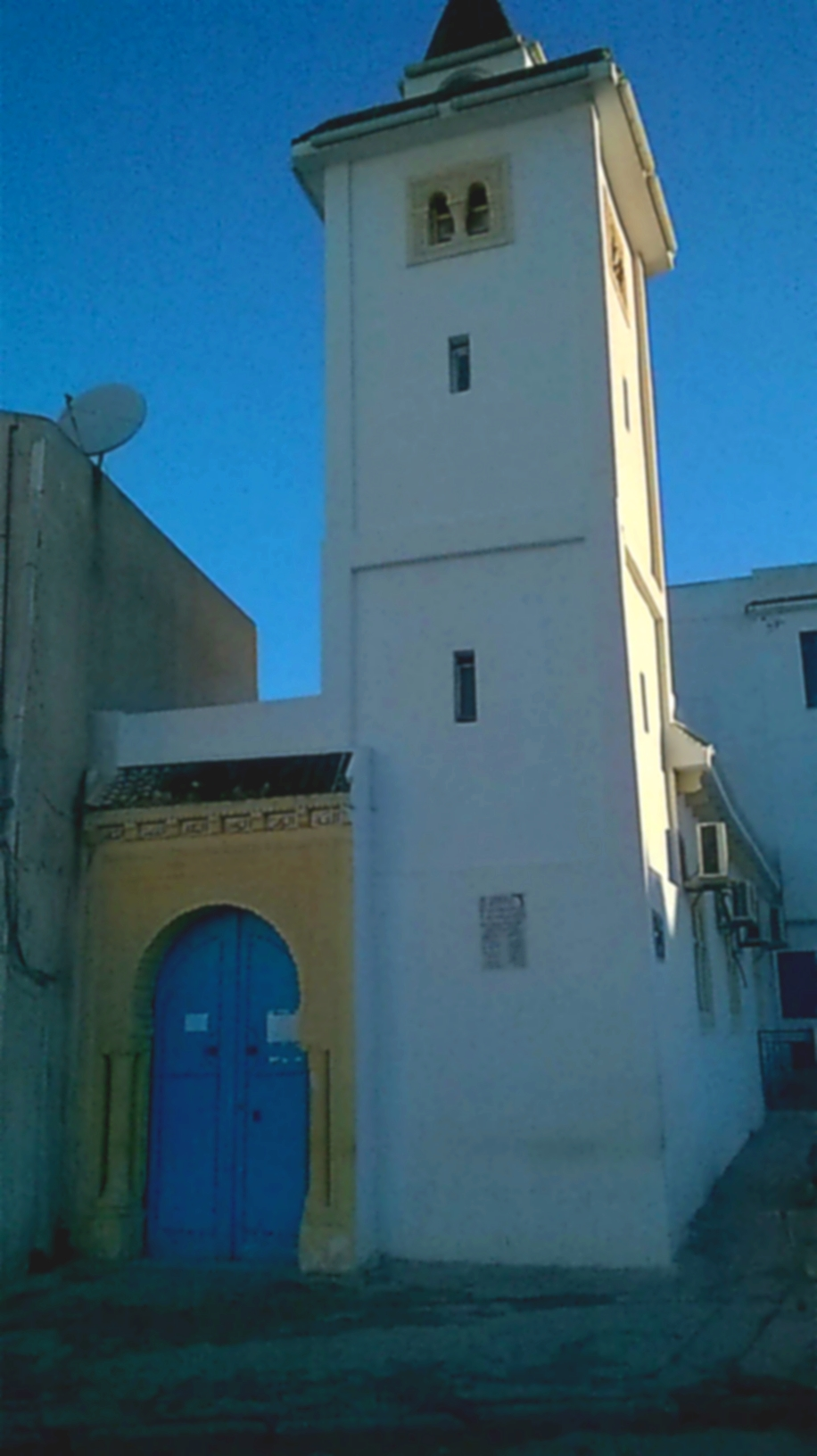
مئذنة الجّامع